# Formkasten
Der Formkasten bildet als Gießereigegenstand die feste Umrahmung für die Gussform, die es ermöglicht, diese ohne Beschädigung auseinanderzunehmen, fortzubewegen und wieder zusammenzusetzen, und die außerdem beim Gießen dem Druck des flüssigen Metalles einen ausreichenden Widerstand entgegensetzt, um jedes Auseinandertreiben der Gießform unter jenem Drucke unmöglich zu machen. 
Formkästen werden vorwiegend in einem quadratischen, rechteckigen, runden oder polygonalen Querschnitt aus Metall ausgeführt.
Im Normalfall werden zur Herstellung einer Gussform zwei derartige Rahmen mit gleichem Querschnitt verwendet, die als Ober- bzw. Unterkasten einer Form bezeichnet werden und deren Verbindung die Formteilungsebene bildet.

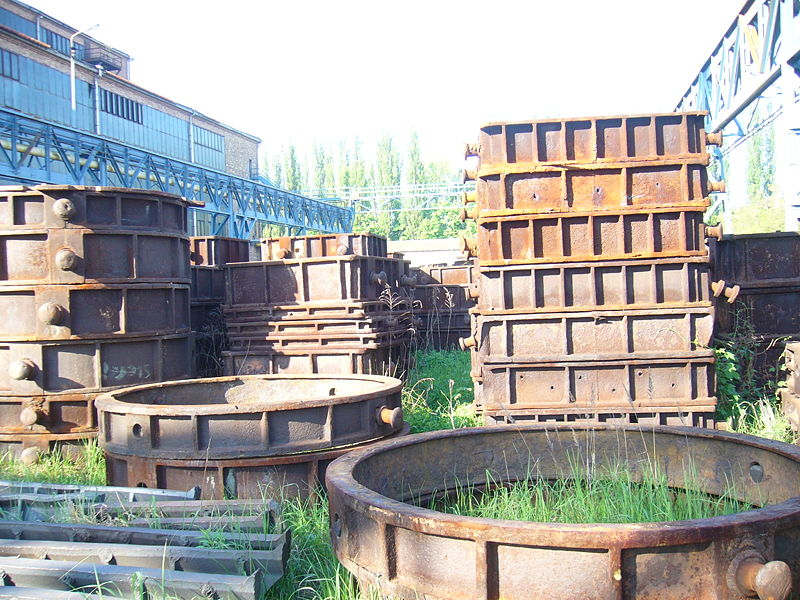
Formkästen für Großguss
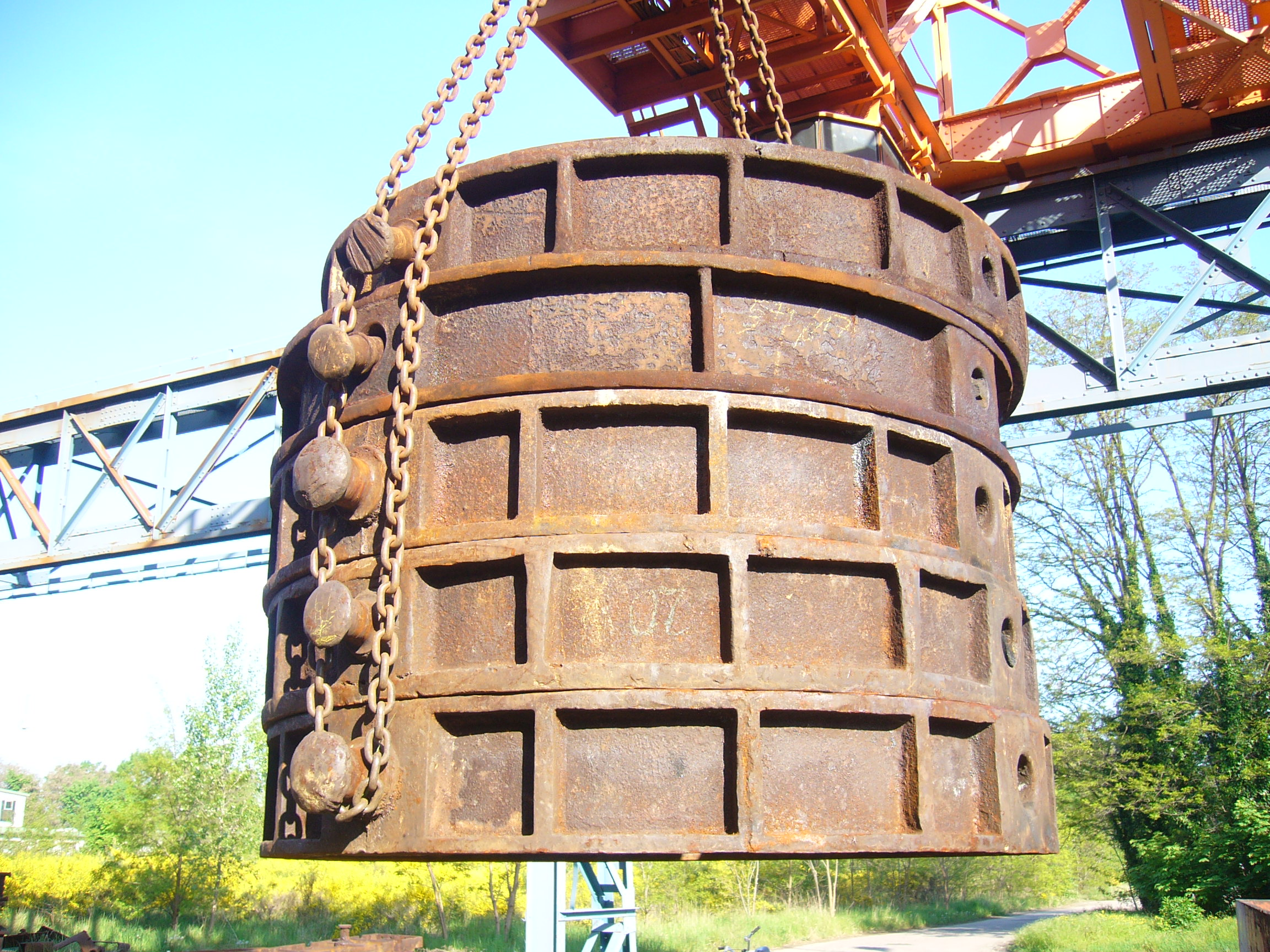
Gegossener runder Formkasten
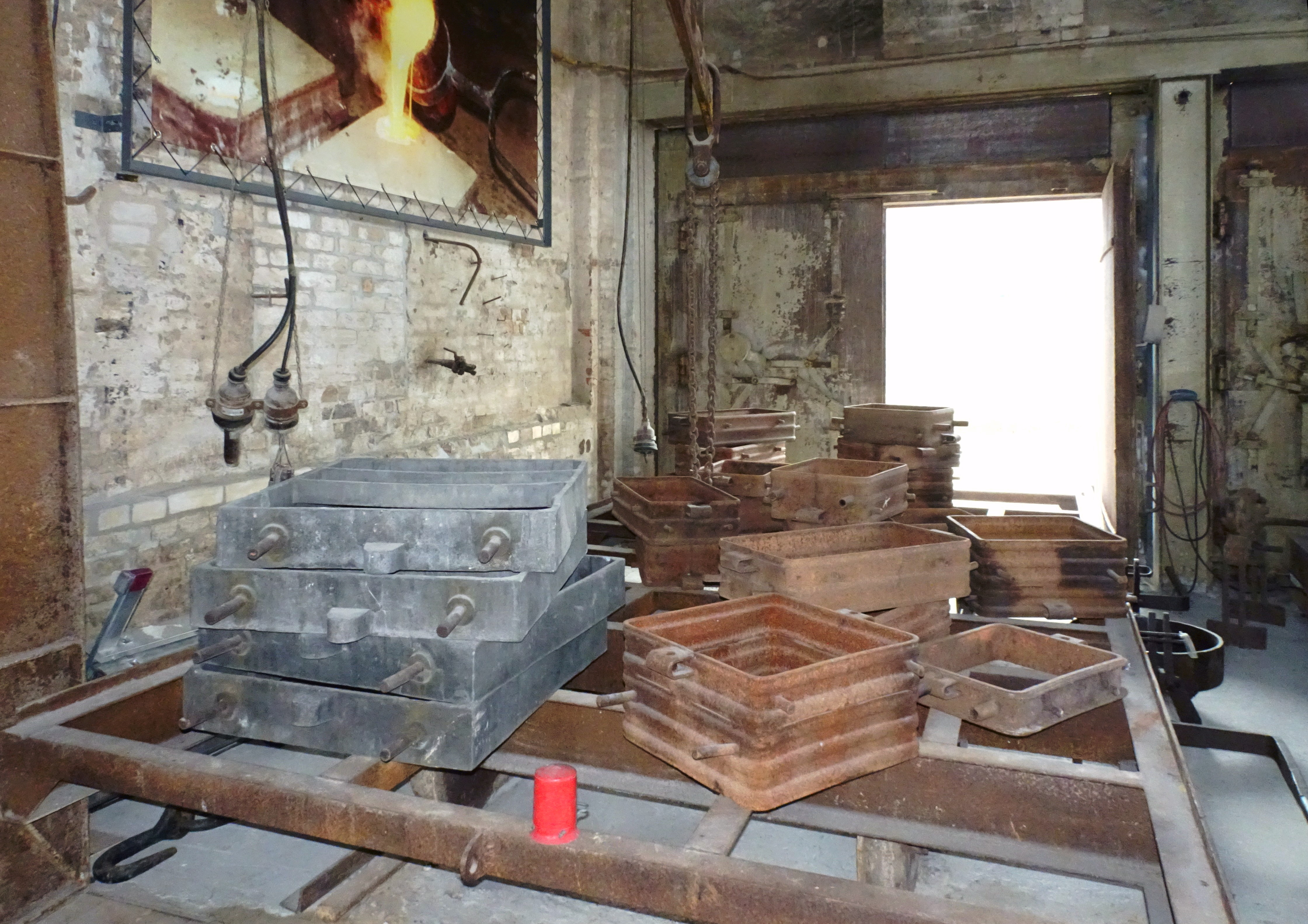
Kompakte eckige Formkästen
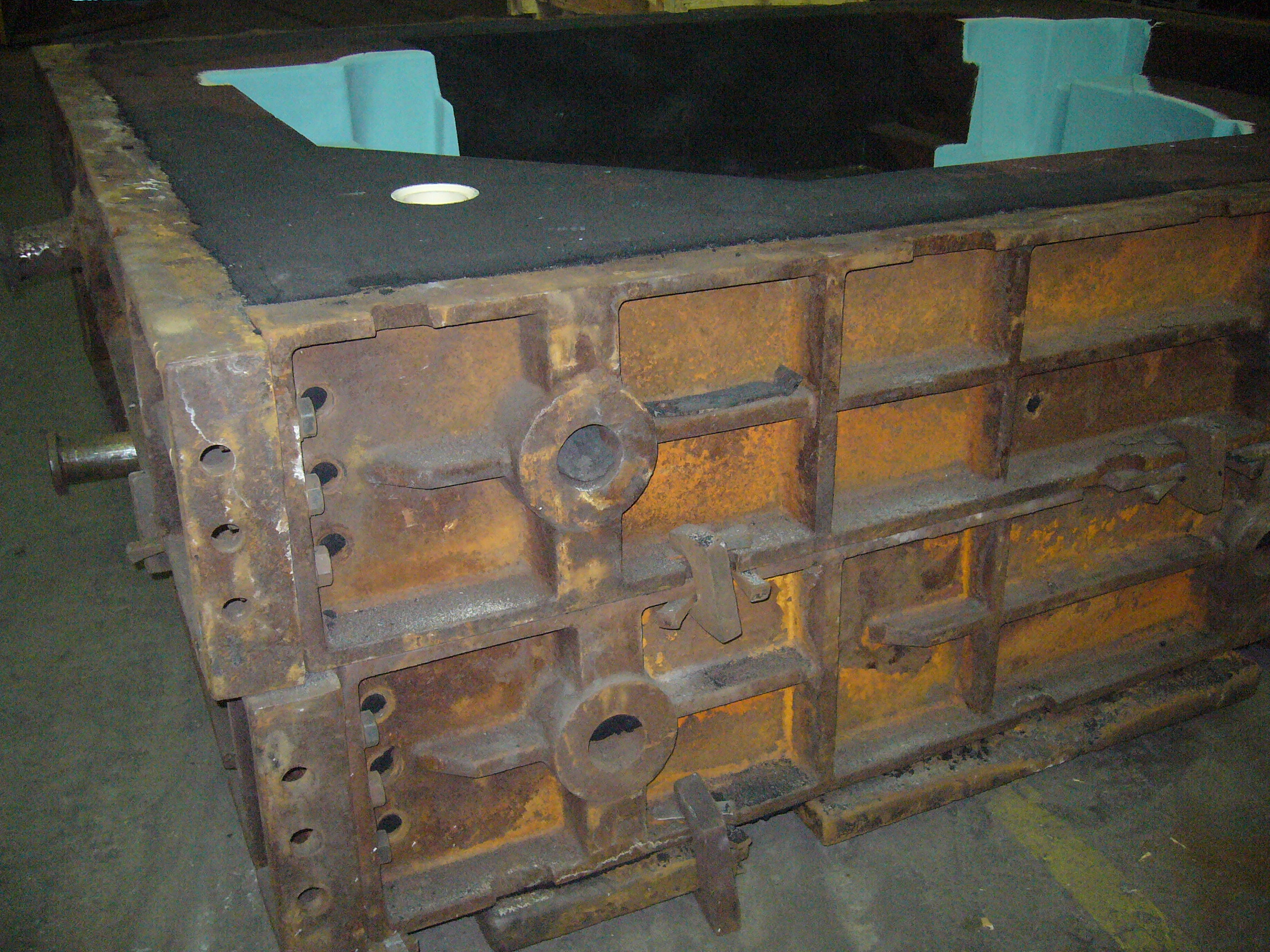
Geschraubter Formkasten als Unterkasten
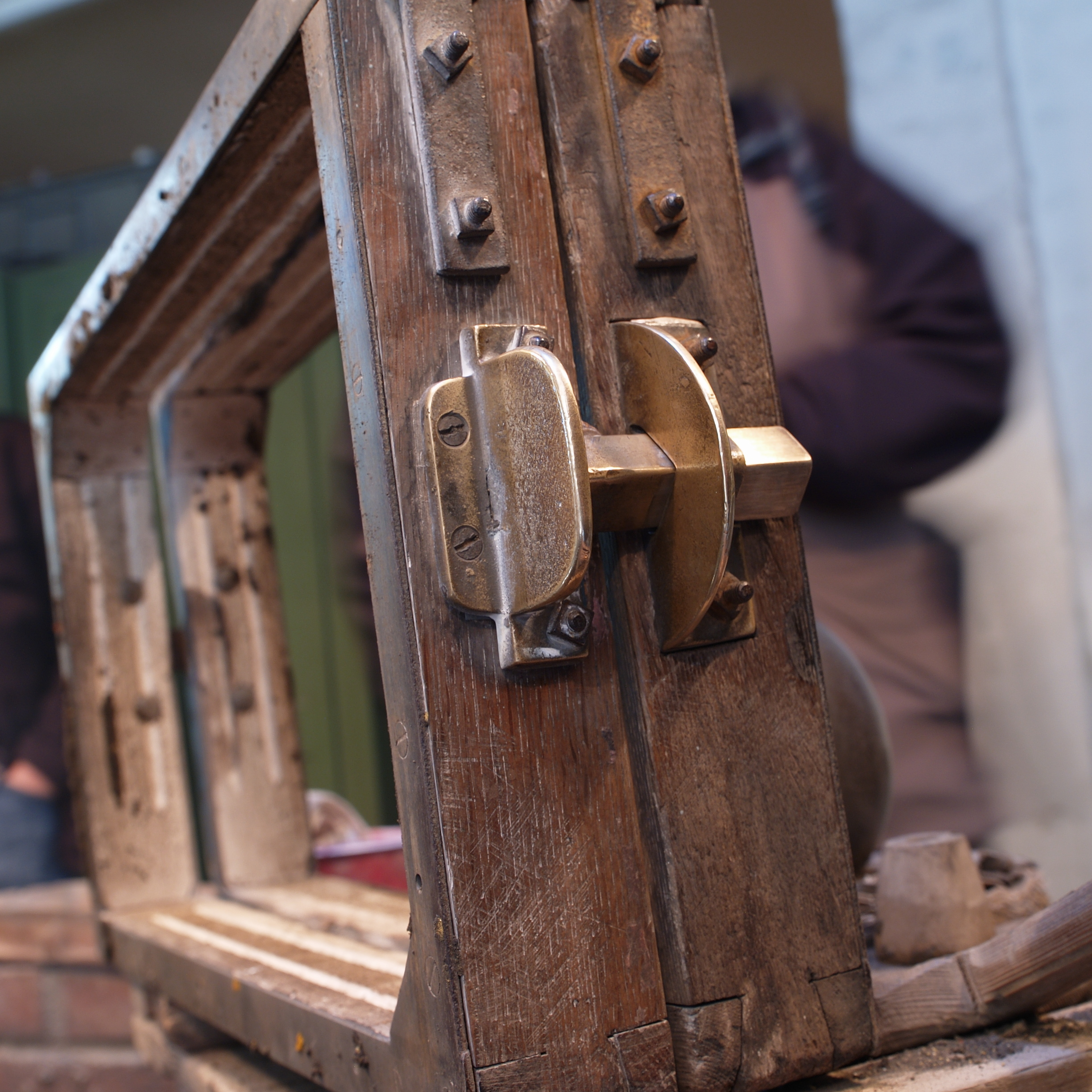
Hölzerner Formkasten für Kunstguss